# Независимая газета
«Независимая газета» — советская и российская ежедневная общественно-политическая газета. Учреждена Московским городским советом в 1990 году, стала одним из первых независимых средств массовой информации в Советском Союзе и России, затем была частью медиахолдинга Бориса Березовского. Собственник, генеральный директор и главный редактор газеты — Константин Ремчуков.
Девиз газеты — Sine ira et studio (с лат. — «Без гнева и пристрастия»).
Газета выпускает десять тематических приложений. В «Ex libris» выходят литературоведческие очерки, «Военное обозрение» пишет о военном деле, «Дипкурьер» объясняет особенности международных отношений, в «НГ-Телеком» выходят новости компьютерных технологий, пятничное приложение «Антракт» носит развлекательный характер. «НГ-Религии», «НГ-Регионы», «НГ-Наука» посвящены вопросам религии, развития регионов России и достижениям науки и техники соответственно. В имеющем самостоятельную регистрацию в Роскомнадзоре приложении «Зависимая газета» публикуются заметки на исторические темы. С января 2020 года издаётся сетевая немецкая версия газеты, зарегистрированная в Берлине как www.ngdeutschland.de.

## История

### Создание газеты и Августовский путч, 1990—1991
«Независимая газета» была учреждена Московским городским советом в августе 1990 года и получила регистрацию в Госкомпечати СССР. Главный редактор, бывший политический обозреватель «Московских новостей» Виталий Третьяков собрал команду из молодых журналистов малотиражных изданий, «более смелых и последовательных в убеждениях, чем журналисты старой школы». Третьяков задумал газету вроде французской «Монд» или британской «Индепендент» — независимую от власти и оппозиции, объективно и полно освещающую общественно-политические и экономические темы и разнообразие точек зрения без навязывания читателю позиции редакции.
Первый номер был отпечатан издательством «Известия» тиражом 150 тысяч экземпляров и поступил в продажу «22 декабря по цене 40 копеек в киосках Союзпечати». Дополнительный стотысячный тираж на французском языке вышел в качестве бесплатного приложения к еженедельнику «Курье Интернасьональ». Расходы на выпуск первого номера покрыл беспроцентный кредит Моссовета. После Третьякову удалось привлечь 83 пайщиков, вложивших в кассу издания по 1000 рублей. Газете благоприятствовало сочетание низких расходов на печать и высокого интереса к печатным СМИ на пике периода гласности — она нашла своего читателя и за несколько недель закрепилась на рынке. С 3 января 1991 года – «НГ» начала выходить три раза в неделю (вторник, четверг, суббота).
Газета заметно проявила себя во время Августовского путча 1991 года. Репортёр Татьяна Малкина первой среди журналистов обвинила путчистов в организации государственного переворота, сделав это на пресс-конференции в прямом эфире телеканала «Останкино». Когда «Независимая газета» не получила санкции ГКЧП на выпуск номера, редакция переслала свои материалы о событиях в столице в зарубежные издания, которые их опубликовали. «Курье Интернасьональ» выпустил номер газеты от 20 августа 1991 года целиком на французском языке. Через информационные агентства и иностранные издания «Независимая газета» распространила «Обращение к свободным журналистам мира» с призывом к международной акции в поддержку свободной советской прессы — и на следующий день оно появилось в газетах США, Великобритании, Франции, Испании, Италии, Бельгии, Греции, Австрии и других стран. В Москве материалы «Независимой газеты» распространялись самиздатом, а вместе с редакциями «Аргументов и фактов», «Московского комсомольца», «Комсомольской правды», «Коммерсанта», «Курантов», «Мегаполис-экспресса», «Российской газеты», «Российских вестей» и журнала «Столица» сотрудники газеты выпускали нелегальную оппозиционную путчистам «Общую газету».
После поражения ГКЧП Союз журналистов Москвы отметил работу сотрудников газеты и других столичных изданий специальной премией за исполнение профессионального долга. Девяносто первый год стал пиком популярности «Независимой газеты»: от выхода три раза в неделю газета перешла к ежедневным выпускам, сохранив объём в 8 полос, тираж превысил 200 тысяч копий. Газета открыла собственное книжное издательство.

### Политические перемены и финансовые трудности, 1992—1995
Коллапс Советского Союза и последовавшая в 1992 году либерализация цен привели к значительному росту расходов печатных СМИ на бумагу, типографские услуги и логистику. Потеря аудитории бывшего СССР только увеличила конкуренцию между российскими изданиями, что ощутила «Независимая газета», работавшая в самой конкурентной общественно-политической нише. Финансовые трудности вынудили Третьякова сокращать тираж и закрывать приложения. Стремление сохранить независимость и возможность критиковать власть не позволяло Третьякову принимать государственные субсидии или рассматривать возможность привлечения инвестора на условиях сохранения относительной независимости редакционной политики.
В конце 1992 года несогласные с позицией Третьякова сотрудники покинули «Независимую газету», чтобы основать вторую в России (после Коммерсантъ-Daily) частную ежедневную газету «Сегодня». Под руководство бывшего заместителя главного редактора «Независимой» Дмитрия Остальского перешла Татьяна Малкина, журналисты Михаил Леонтьев, Сергей Пархоменко и Михаил Ланцман.
Третьякову удалось преодолеть финансовый и редакционный кризис в 1993 году. После расформирования Моссовета газета была перерегистрирована в соответствии с законом о СМИ, новым учредителем стала некоммерческая организация «Редакция „Независимой газеты“», в которую вошли Третьяков, его заместители, ответственный секретарь газеты и руководители крупных отделов — всего 15 человек.
Несмотря на снижение тиража, «Независимая газета» оставалась значимым изданием для образованной политизированной аудитории. В период Конституционного кризиса 1992—1993 годов Третьяков отступил от первоначалального формата, предоставив в обмен на финансирование площадку мнениям в пользу тех или иных политических сил. Газета вновь заявила о себе после введения предварительной цензуры СМИ в октябре 1993 года, выпустив номер с пустыми белыми полосами на месте снятых цензорами материалов. Последовавшая за кризисом политическая стабильность 1994—1995 годов лишила издание экономической состоятельности. Десятого декабря 1994 года газета впервые вышла с четырьмя полосами вместо восьми, а после номера от 23 мая 1995 года редакция была отправлена в бессрочный отпуск. Третьяков не мог выплатить зарплаты, а долг перед типографией достиг суммы 0,5-1 миллиарда рублей (от 108 до 216 тысяч долларов по курсу на конец года). Попытка Третьякова профинансировать «Независимую газету» через создание акционерного общества не увенчалась успехом.

### Попытка захвата издания, 1995
Вынужденный переход «Независимой газеты» к «журналистике мнений» привёл к формированию в издании оппозиции Третьякову, во главе которой встал заместитель главного редактора Александр Гагуа. После технического дефолта газеты, он в поисках инвестора вышел на бывшего первого секретаря Совета Безопасности, лидера Конгресса русских общин Юрия Скокова. Конгресс претендовал на 15 % голосов на думских выборах 1995 года, сам Скоков — на кресло премьер-министра в случае отставки Виктора Черномырдина. Не имея подконтрольного СМИ, Скоков был заинтересован во влиянии на «Независимую газету» и рекомендовал Гагуа ОНЭКСИМ-банку.
Гагуа провёл через собрание трудового коллектива резолюцию о назначении представителей для переговоров с инвесторами, а после — о доверии действующему главному редактору, считавшему, что вместо продажи издание следует закрыть. Третьякова сняли с должности, временно исполняющим обязанности главного редактора был назначен коммерческий директор Игорь Кузьмин. Третьяков с семьёй отправился отдохнуть от дел на одном из греческих островов. Там с ним встретился Борис Березовский, предложивший вернуть издание и решить финансовые проблемы в обмен на влияние на редакционную политику. Третьяков вернулся в страну на личном самолёте олигарха и в сопровождении сотрудников его охранного предприятия приехал в офис «Независимой газеты» на Мясницкой, 13 — к тому времени юристы нашли в уставе издания противоречия, позволившие признать его отставку недействительной. Участники захвата газеты были уволены.

### Газета в составе активов Березовского, 1995—2005
«Независимая газета» была интересна Березовскому как инструмент влияния на политическую элиту перед президентским выборам 1996 года вместе с подконтрольными ему телеканалами ОРТ и «ТВ-6, журналом Огонёк» и газетой «Новые известия». Деньги олигарха помогли газете восстановить прежний объём, начать выпуск «НГ-регионы», «Ex-libris», «Персоны и лица», «НГ-религии» и других приложений, учредить собственную литературную премию «Антибукер». «Независимая газета» открыла подписку на электронную версию с доставкой по электронной почте и запустила сайт, став первой традиционной российской газетой в интернете. Для управления изданием в декабре 1996 года было учреждено закрытое акционерное общество «Редакция „Независимой газеты“», в котором структуры Березовского получили 80 %, а Третьяков — 20 % и должность генерального директора.
Несмотря на то, что расходы на чёрно-белую «Независимую газету» значительно превышали бюджет цветных «Новых известий», Третьяков обвинял акционеров в недостаточном финансировании. Березовский был недоволен экономикой издания, а последней каплей в конфликте с Третьяковым, вероятно, стало освещение газетой конфликта вокруг телеканала НТВ. В июне 2001 года Третьяков был уволен, новым главным редактором стала Татьяна Кошкарева, прежде возглавлявшая отдел политики «Независимой газеты» и дирекцию информационных программ ОРТ. В сентябре бывший редактор провёл пресс-конференцию, на которой обвинил представителей Березовского в угрозах физической расправы и заявил, что остаётся владельцем издания как руководитель НКО «Редакция „Независимой газеты“». Впоследствии оказалось, что утром накануне пресс-конференции Третьяков был освобождён от должности генерального директора НКО.

### Издание под контролем Константина Ремчукова, 2005 —
В августе 2005 года состоялась продажа «Независимой газеты» помощнику министра экономического развития Германа Грефа Константину Ремчукову. Березовский мотивировал сделку желанием сосредоточиться на развитии издательского дома «Коммерсантъ». Покупка была оформлена на жену помощника министра Елену Ремчукову — как государственный служащий тот не имел права владеть газетой. Некоторые участники рынка связали приобретение «Независимой газеты» с региональными выборами 2006 и 2007 годов. В феврале 2007 года Ремчуков занял должности главного редактора и генерального директора издания.

## Критика

### Цензура
В августе 2023 г. на сайте газеты появилось и через час было удалено заявление от имени Института США и Канады РАН в поддержку его бывшего директора Валерия Гарбузова, который был отстранён от должности после публикации статьи в «Независимой газете» с критикой существующих в современной российской пропаганде мифов о Западе.

### Влияние Березовского на редакторскую политику
Под контролем Бориса Березовского «Независимая газета» неоднократно принимала участие в крупных медийных компаниях. После поражения олигарха в борьбе за акции холдинга «Связьинвест» в 1997 году газета выпустила серию материалов, дискредитирующих выигравший аукцион ОНЭКСИМ-банк, его основного владельца Владимира Потанина и одного из организаторов аукциона — Бориса Немцова. В 1998 году журналисты «Коммерсанта» отмечали последовательную поддержку «Независимой» позиции Березовского в отношении девальвации рубля. Во время конфликта между Березовским, занимавшим пост заместителя секретаря Совета безопасности, и председателем Правительства Евгением Примаковым в 1999 году «Независимая газета» выпустила серию материалов о коррупции в кабинете министров, вызвавшую бурные обсуждения в Государственной Думе. В преддверии президентских выборов 2000 года Березовский сделал «Независимую газету» основным политическим рупором Совета по внешней и оборонной политике — занятой политическим лоббизмом общественной организации, связанной с российским силовыми ведомствами.

### Публикации заказных материалов
Журналисты, политики и общественные деятели неоднократно обвиняли «Независимую газету» в публикации заказных материалов. В начале 2001 года газета оказалась среди 13 изданий, опубликовавших по заказу PR-агентства Promaco материал без пометки о рекламном содержимом. В номере «Независимой» публикация вышла с подписью автора под видом редакционного материала. В 2004 году «Центр содействия развитию свободной прессы», аффилированный с молодёжным движением «Идущие вместе» и Василием Якеменко, опубликовал заказные материалы в «Независимой газете» и 8 других изданиях. На последовавшей пресс-конференции Якеменко рассказал о комбинации слов, присутствующей в каждой оплаченной публикации: отдельные слова в тексте складывались во фразу «Мы публикуем за деньги ложь и заказные материалы. За эту статью мы получили [столько-то] тысяч долларов». В дальнейшем «Идущие вместе» также обращались в прокуратуру с требованием проверить деятельность «Независимой газеты», ИД «Коммерсантъ», «Новой газеты» и «Еженедельного журнала» на соответствие законодательству о СМИ.
В октябре 2008 года предприниматель Сергей Полонский обвинил газету в заказных публикациях, дискредитирующих «Миракс Групп». В своём блоге в «Живом журнале» он опубликовал материал о компании, который появился в «Независимой газете» только на следующий день. Предприниматель утверждал, что узнал о заказной статье из собственных источников. После выхода в 2009 году материала о неспособности «Миракс Групп» расплатиться с кредиторами и предположением, что Полонский может повторить судьбу Сергея Мавроди, предприниматель вновь обвинил «Независимую газету» в публикации проплаченных статей. В интервью «Эхо Москвы» Полонский сообщил, что знает заказчика очерняющей его статьи. Ремчуков ответил иском о защите чести и достоинства. В ходе прений стороны пришли к мирному соглашению, а Ремчуков дал обещание уволить ответственного за публикацию журналиста.
В 2014 году обвинения в публикации «Независимой газетой» заказных статей выдвигала Оксана Дмитриева, лидер петербургского отделения партии «Справедливая Россия». В 2014 и 2015 годах хакерская группировка «Анонимный интернационал» публиковала материалы, указывающие на размещение «Независимой газетой» материалов в интересах московской мэрии и Администрации президента и тесное сотрудничество Ремчукова с заместителем главы управления Президента по внутренней политике Тимуром Прокопенко.

### Судебные процессы и проверки
После выхода в номере от 21 ноября 2001 года статьи «Подписка о невыезде в один миллион долларов», содержащей утверждения о получении взяток председателем Московского городского суда Ольгой Егоровой и другими судьями в рамках рассмотрения дела предпринимателя Анатолия Быкова, в отношении руководства газеты было заведено уголовное дело по заявлению о клевете. Прокуратура планировала предъявить обвинения дежурившему в день выхода номера редактору приложения «Ex libris» Игорю Зотову, который в тот момент находился в больнице с диагностированным гипертоническим кризом. К защите Зотова был привлечён адвокат Генри Резник. Редакция газеты связала обвинения с нелестными публикациями о банкире Сергее Пугачёве, имеющем тесные связи в Мосгорсуде, а выбор обвиняемого — с репортажами Зотова с лондонской пресс-конференции Березовского, на которой олигарх представил свои доказательства в пользу версии о причастности российских спецслужб к взрывам жилых домов в Москве в сентябре 1999 года.
В сентябре 2007 года заместитель главного редактора «Независимой газеты» Борис Земцов стал фигурантом уголовного дела о вымогательстве. Земцов требовал 30 тысяч долларов в месяц у исполняющего обязанности министра сельского хозяйства Алексея Гордеева за непубликацию порочащих его материалов, в процессе расследования стало известно о других случаях давления на чиновников и предпринимателей. Редактор частично признал вину, но отверг обвинения в хранении наркотиков, найденных при обыске в его квартире. Суд назначил Земцову наказание в виде 8 лет лишения свободы в колонии строгого режима.
После публикации в марте 2010 года статьи Михаила Ходорковского «Узаконенное насилие», содержащей критику правоохранительной системы России, газета стала объектом прокурорской проверки. Поводом стало обращение депутата Государственной Думы от ЛДПР Сергея Абельцева, усмотревшего в материале экстремистские высказывания. По утверждению вызванного на допрос редактора отдела политики «Независимой газеты», сотрудников прокуратуры интересовало только то, как текст статьи Ходорковского оказался в редакции газеты.
В феврале 2020 года посол Армении в России Вардан Тоганян обратился в Генеральную прокуратуру России с требованием начать проверку по факту разжигания национальной розни в статье «Независимой газеты» о событиях в Сумгаите. В материале за авторством Льва Аскерова говорится, что зачинщиками событий 1988 года были священнослужители церквей Баку и Степанакерта, которые готовили армянских «агитаторов-боевиков». За день до этого общественная организация «Объединение армян России» обратилась к «Независимой газете» с требованием опровергнуть информацию в статье «Сумгаитская трагедия: С чего начиналось и как это было». В свою очередь, телевизионный ведущий и депутат Московской городской думы Роман Бабаян написал в Telegram-канале, что среди журналистов «есть товарищи продажные», но он по своей наивности думал, что даже для этой категории «коллег» есть флажки, за которые заходить нельзя. «После публикации в „Независимой газете“ о событиях в Сумгаите февраля 88-го года понял, что это не так. Беспринципность, подлость и продажность. Другие слова подобрать сложно. Как человек, который прошёл через весь этот ужас армянских погромов в Советском Азербайджане, могу сказать — если вы за деньги можете публиковать то, что вы опубликовали, то вы просто подлецы и негодяи!» — написал Бабаян. В результате скандала из газета были уволены заместители главного редактора издания Андрей Рискин и Аркадий Ханцевич.